# Polybotrya corcovadensis
Polybotrya corcovadensis là một loài dương xỉ trong họ Dryopteridaceae. Loài này được Kaulf. ex Raddi Desv. mô tả khoa học đầu tiên năm 1827.